# Xanthopimpla punctata
Xanthopimpla punctata là một loài tò vò trong họ Ichneumonidae.